# Asesinatos neonazis en Alemania de 2000 a 2007
Los llamados asesinatos del Bósforo, que la prensa denominó también asesinatos del döner o asesinatos del kebab, fueron una serie de actos terroristas en Alemania entre 2000 y 2007 perpetrados por la extrema derecha neonazi, especialmente por la organización terrorista Clandestinidad Nacionalsocialista (CNS). Diez personas fueron asesinadas a tiros y una más resultó gravemente herida por una célula en la que participaban los activistas de ultraderecha Beate Zschäpe, Uwe Mundlos y Uwe Böhnhardt. En la investigación se ha implicado a miembros de los servicios secretos alemanes.
Las víctimas del CNS fueron ciudadanos de origen turco y griego, países a ambos lados del Bósforo. En su mayor parte eran pequeños empresarios (vendedores de Döner Kebab, carniceros, cerrajeros o sastres) a quienes disparaban en la cara con una pistola CZ83 a plena luz del día, por motivos xenófobos y contrarios a la multiculturalidad. También asesinaron a la policía alemana Michèle Kiesewetter en un atentado donde su compañero resultó gravemente herido y reivindicaron el atentado bomba en Colonia de 2004 en un DVD póstumo. El grupo se autofinanciaba cometiendo atracos. Tras un atraco fallido, Uwe Mundlos y Uwe Böhnhardt se suicidaron el 4 de noviembre de 2011 para evitar su captura mientras que Beate Zschäpe se entregó a las autoridades cuatro días después.
El hecho de que la trama terrorista detrás de estos asesinatos no haya sido descubierta a lo largo de tantos años generó gran polémica en todo el país despertando por múltiples razones sospechas sobre la complicidad pasiva e incluso activa de funcionarios de la policía y los servicios secretos. Hasta el desenlace final la policía sostuvo siempre la tesis, que los crímenes eran delitos comunes de mafias extranjeras.
La canciller Angela Merkel declaró a continuación que el “terrorismo de ultraderecha” es “una vergüenza” para Alemania y propuso ilegalizar el Partido Nacional Democrático (NPD) de ideología ultraderechista. El ministro de Interior Hans-Peter Friedrich había asegurado unos meses atrás que “en Alemania no hay indicios de terrorismo de ultraderecha”, pero tras el descubrimiento de los hechos calificó estos atentados como "una nueva forma de terrorismo".
Durante la investigación parlamentaria, quedó en evidencia que el servicio secreto alemán (BFV) destruyó expedientes relacionados con los implicados y otros activistas de extrema derecha. El director de la BFV Heinz Fromm dimitió en julio de 2012 como consecuencia de estos hechos.

## Lista de asesinatos

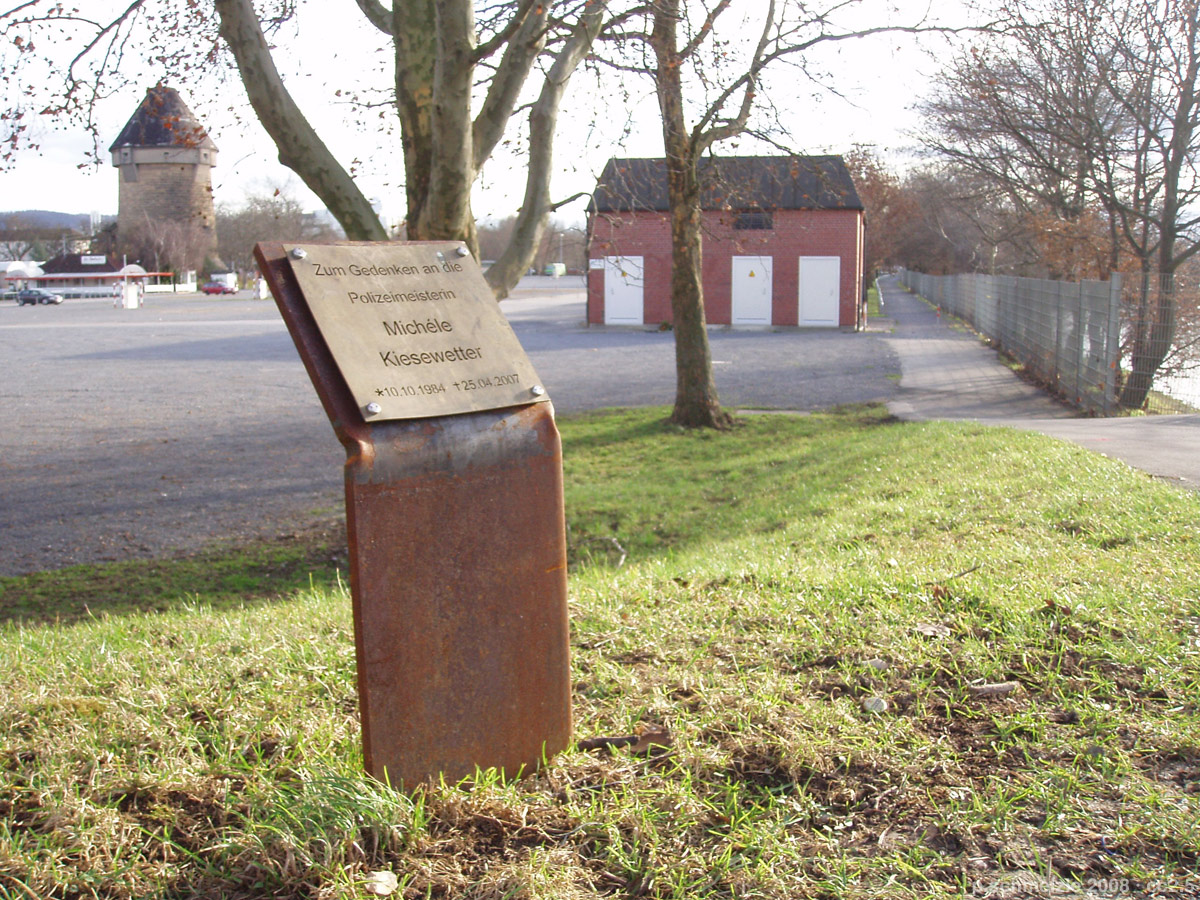
Lugar del asesinato de la agente de policía Michèle Kiesewetter.

| Nombre                | Lugar     | Fecha                   |
| --------------------- | --------- | ----------------------- |
| Enver Şimşek          | Núremberg | 9 de septiembre de 2000 |
| Abdurrahim Özüdoğru   | Núremberg | 13 de junio de 2001     |
| Süleyman Taşköprü     | Hamburgo  | 27 de junio de 2001     |
| Habil Kılıç           | Munich    | 29 de agosto de 2001    |
| Mehmet Turgut         | Rostock   | 25 de febrero de 2004   |
| İsmail Yaşar          | Núremberg | 5 de junio de 2005      |
| Theodoros Boulgarides | Munich    | 15 de junio de 2005     |
| Mehmet Kubaşık        | Dortmund  | 4 de abril de 2006      |
| Halit Yozgat          | Kassel    | 6 de abril de 2006      |
| Michèle Kiesewetter   | Heilbronn | 25 de abril de 2007     |